# Coyoacán (gemeente)
Coyoacán is een van de 16 gemeentes (alcaldías) van Mexico-Stad. Coyoacán ligt in het zuiden van Mexico-Stad en heeft 639.021 inwoners in 2020.
De naam Coyoacán komt uit het Nahuatl en betekent "plaats van de coyote". Het district is in 1928 gesticht, en genoemd naar Villa Coyoacán, dat destijds een losliggend dorp was maar tegenwoordig een wijk binnen het district. Andere wijken in Coyoacán zijn onder andere Copilco, Churubusco, Ciudad Universitaria en Oxtopulco.

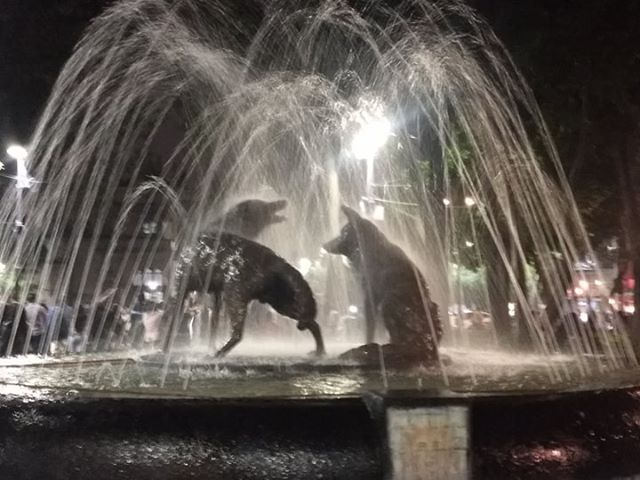
De fontein Fuente de los Coyotes in Coyoacán

Tegenwoordig is het een van de rijkere buurten van Mexico-Stad. Het centrale punt in Coyoacán is het Plaza Hidalgo. Churubusco, de Nationale Autonome Universiteit van Mexico en het Aztekenstadion bevinden zich in Coyoacán.  Arnoldo Martínez Verdugo (1997-1999) en Heberto Castillo Juárez (2006-2009), zoon van de bekende politicus Heberto Castillo, waren districtsleiders. De gemeente was een bolwerk van de Partij van de Democratische Revolutie (PRD) die van 1997 tot en met 2021 de districtsleiders en burgemeesters leverde. In 2021 en 2024 steunde deze partij de winnende kandidatuur van Giovanni Gutiérrez van de Nationale Actiepartij.
Revolutionair Leon Trotski ligt begraven in Coyoacán.